# 大須賀純
大須賀純（日语：／ Ōsuka Jun，1979年5月24日— ），日本男性配音員，出生於福岡縣，現隸屬於Amuleto。

## 演出
※粗體字為主要角色。

### 電視動畫
1998年
- 開花天使（天翼じょうろ）

2004年
- 雙戀（男子A）

2005年
- 灼眼的夏娜（上原）
- 藍色潮痕（Sunshine、聲納工作人員、小孩、警備兵2、其他）
- ToHeart2（新入生B、男學生）
- 玩球（大塚、塁審、伊藤、部員C）
- 黏黏妖美少女（大橋真吾[4]）

2006年
- 犬神！（河童）
- 練馬大根兄弟（主持人、其他）
- 女生愛女生（梅田）
- CLUSTER EDGE（克拉斯特學生）
- 親愛芳鄰（媒體部部長）
- 火影忍者（黑服·百人隊、少年忍者）
- 玩球2nd（大杉、主審）

2007年
- 王牌投手 振臂高揮（叶修悟）
- 鐵馬少年（老師、觀眾）
- 月面兔兵器米娜（吉見純一郎、男、米利亞星人）
- Keroro軍曹（學生）
- 神曲奏界（斯羅姆）
- 少年陰陽師（大蜥蜴）
- 交響情人夢（男學生D）
- 旋風管家！（國枝、SP、部長、謎之管家、司機、其他）
- 女優大試煉（〈武田京介〉、學生、空手部員、學生）

2008年
- 乃木坂春香的秘密（小川）

2009年
- 旋風管家！第2期（國枝）
- 乃木坂春香的秘密 Purezza♪（小川）

2010年
- 王牌投手 振臂高揮〜夏季大會篇〜（叶修悟）

2011年
- BLEACH（黑田）

2012年
- 新網球王子（千歳千里）

2013年
- 旋風管家！Cuties（國枝）

2015年
- Punch Line（友田千早、龜男）

2016年
- 刀劍亂舞-花丸-（2博多藤四郎[5]）
- 魔法護士小麥R（心菜父）
- PJ貝利的咀嚼單品（PJ貝利[6]）

2018年
- 劍王朝（不良A、高何）
- 三麗鷗男子（吉野俊介[7]）
- 續 刀劍亂舞-花丸-（博多藤四郎）
- 龍族拼圖（敦）

2019年
- 偶像夢幻祭（影片美伽[8]）

2020年
- 八男？別鬧了！（約瑟）
- ETERNITY ～深夜的濡戀頻道♡～（黑崎隼人[9]、立花逸人[9]）
- 半妖的夜叉姬（銀禍）

2021年
- 海賊王女（傭兵、椿[10]）

2022年
- 新網球王子 U-17 WORLD CUP（千歳千里）

### 劇場版動畫
2003年
- 我的孫悟空

2007年
- 犬神！ THE MOVIE（河童）
- 劇場版 灼眼的夏娜（男學生）

2011年
- 劇場版 網球王子 決戰英國網球城！（千歳千里）

### OVA
2005年
- 星界的戰旗III（リュームコウ通信士）

2006年
- 網球王子 全國大會篇（千歳千里）

2007年
- 網球王子 全國大會篇Semifinal（千歳千里）

2009年
- 網球王子 ANOTHER STORY 〜過去和未來的信息（千歳千里）

2011年
- 網球王子 ANOTHER STORYII〜那時的我們（千歳千里）

2012年
- 乃木坂春香的秘密 Finale♪（小川）